# ماکسول اسپیکر برندر
ماکسول اسپیکر برندر (انگلیسی: Maxwell Brander; ۱۱ اکتبر ۱۸۸۴ – ۳۰ اکتبر ۱۹۷۲) فرد نظامی اهل بریتانیا بود. وی همچنین برندهٔ جوایزی همچون نشان حمام شده‌است.